# Paraseiulus soleiger
Paraseiulus soleiger är en spindeldjursart som först beskrevs av Ribaga 1904.  Paraseiulus soleiger ingår i släktet Paraseiulus och familjen Phytoseiidae. Inga underarter finns listade i Catalogue of Life.